# Balonmano en los Juegos Panafricanos
El Balonmano en los Juegos Panafricanos se disputa desde su primera edición en 1965 en la República del Congo, aunque solo en la rama masculina, ya que fue desde la edición de 1978 en Argel que se compite en la rama femenil.

## Ediciones anteriores

### Masculino
| 1965 | República del Congo | Egipto  | 22 – 7  | Costa de Marfil | Túnez     | –       | Madagascar      |
| 1973 | Nigeria             | Argelia | 14 – 12 | Egipto          | Senegal   | 17 – 7  | Costa de Marfil |
| 1978 | Argelia             | Argelia | 20 – 13 | Túnez           | Camerún   | 36 – 20 | Madagascar      |
| 1987 | Kenia               | Argelia | 17 – 15 | Congo           | Egipto    | 17 – 11 | Camerún         |
| 1991 | Egipto              | Egipto  | 16 – 12 | Argelia         | Nigeria   | –       | Camerún         |
| 1995 | Zimbabue            | Egipto  | –       | Camerún         | Nigeria   | –       | Zimbabue        |
| 1999 | Sudáfrica           | Argelia | –       | Egipto          | Ghana     | –       | Sudáfrica       |
| 2003 | Nigeria             | Egipto  | 31 – 29 | Argelia         | Nigeria   | 35 – 33 | Senegal         |
| 2007 | Argelia             | Egipto  | 29 – 21 | Argelia         | Túnez     | 34 – 31 | Angola          |
| 2011 | Mozambique          | Egipto  | 24 – 20 | Angola          | Argelia   | 25 – 24 | Senegal         |
| 2015 | República del Congo | Egipto  | 25–23   | Angola          | Congo     | 32–29   | Nigeria         |
| 2019 | Marruecos           | Angola  | 31 – 25 | Egipto          | Marruecos | 25 – 22 | Argelia         |
| 2023 | Ghana               | Egipto  | 33–32   | Congo           | Nigeria   | 38–20   | Benín           |

### Femenino
| 1978 | Argelia             | Argelia         | 17 – 12 | Camerún                         | Túnez                           | 19 – 6  | Costa de Marfil |
| 1987 | Kenia               | Costa de Marfil | 22 – 11 | Congo                           | Camerún                         | 18 – 13 | Senegal         |
| 1991 | Egipto              | Angola          | 23 – 19 | Costa de Marfil                 | Nigeria                         | 31 – ?? | Senegal         |
| 1995 | Zimbabue            | Angola          | 22 – 21 | Congo                           | Nigeria                         | –       | Argelia         |
| 1999 | Sudáfrica           | Angola          | 29 – 19 | Congo                           | Camerún                         | 30 – 25 | Argelia         |
| 2003 | Nigeria             | Camerún         | 28 – 27 | Costa de Marfil                 | Angola                          | 35 – 27 | Congo           |
| 2007 | Argelia             | Angola          | 35 – 22 | Congo                           | Costa de Marfil                 | 25 – 24 | Camerún         |
| 2011 | Mozambique          | Angola          | 41 – 23 | Congo                           | Camerún                         | 26 – 20 | Argelia         |
| 2015 | República del Congo | Angola          | 33–29   | Camerún                         | Senegal                         | 25–24   | Nigeria         |
| 2019 | Marruecos           | Angola          | 28 – 25 | Camerún                         | República Democrática del Congo | 32 – 22 | Guinea          |
| 2023 | Ghana               | Angola          | 33–15   | República Democrática del Congo | Camerún                         | 29–21   | Argelia         |

## Medallero
| #     | País                            | Oro | Plata | Bronce | Total |
| ----- | ------------------------------- | --- | ----- | ------ | ----- |
| 1     | Angola                          | 9   | 2     | 1      | 12    |
| 2     | Egipto                          | 8   | 3     | 1      | 12    |
| 3     | Argelia                         | 5   | 3     | 1      | 9     |
| 4     | Camerún                         | 1   | 4     | 5      | 10    |
| 5     | Costa de Marfil                 | 1   | 3     | 1      | 5     |
| 6     | República del Congo             | 0   | 7     | 1      | 8     |
| 7     | Túnez                           | 0   | 1     | 3      | 4     |
| 8     | República Democrática del Congo | 0   | 1     | 1      | 2     |
| 9     | Nigeria                         | 0   | 0     | 6      | 6     |
| 10    | Senegal                         | 0   | 0     | 2      | 2     |
| 11    | Ghana                           | 0   | 0     | 1      | 1     |
| 12    | Marruecos                       | 0   | 0     | 1      | 1     |
| Total | Total                           | 24  | 24    | 24     | 72    |